# Călinești (Maramureș)
Pour les articles homonymes, voir Călinești.
Călinești (Felsőkálinfalva en hongrois) est une commune roumaine du județ de Maramureș, dans la région historique de Transylvanie et dans la région de développement du Nord-Ouest.

## Géographie
La commune de Călinești se trouve dans le nord du județ, à 15 km au sud de Sighetu Marmației et à 35 km au nord-est de Baia Mare, le chef-lieu du județ.
La commune est composée des villages de Călinești (1 528 habitants en 2002), de Cornești (495 habitants en 2002) et de Văleni (1 387 habitants en 2002).

## Religions
En 2002, la composition religieuse de la commune était la suivante :
- Chrétiens orthodoxes, 53,92 % ;
- Catholiques grecs, 34,69 % ;
- Pentecôtistes, 4,48 %.

## Démographie
En 1910, la commune comptait 3 152 Roumains (92,9 % de la population) et 229 Allemands (6,8 %).
En 1930, les autorités recensaient 3 414 Roumains (93,8 %) et 210 Juifs (5,8 %) qui furent exterminés durant la Shoah.
En 2002, la commune comptait 3 404 Roumains (99,9 %). La commune comptait à cette date 1 285 ménages et 1 297 logements.
| 1880  | 1900  | 1910  | 1930  | 1956  | 1977  | 1992  | 2002  | 2007  |
| ----- | ----- | ----- | ----- | ----- | ----- | ----- | ----- | ----- |
| 2 752 | 3 115 | 3 392 | 3 638 | 3 843 | 3 728 | 3 666 | 3 410 | 3 345 |

Lors du recensement de 2011, 98,26 % de la population se déclarent roumains (1,66 % ne déclarent pas d'appartenance ethnique et 0,06 % déclarent appartenir à une autre ethnie).

## Politique
| Parti | Parti                           | Sièges |
| ----- | ------------------------------- | ------ |
|       | Parti national libéral (PNL)    | 6      |
|       | Parti social-démocrate (PSD)    | 4      |
|       | Parti Mouvement populaire (PMP) | 3      |

## Lieux et monuments

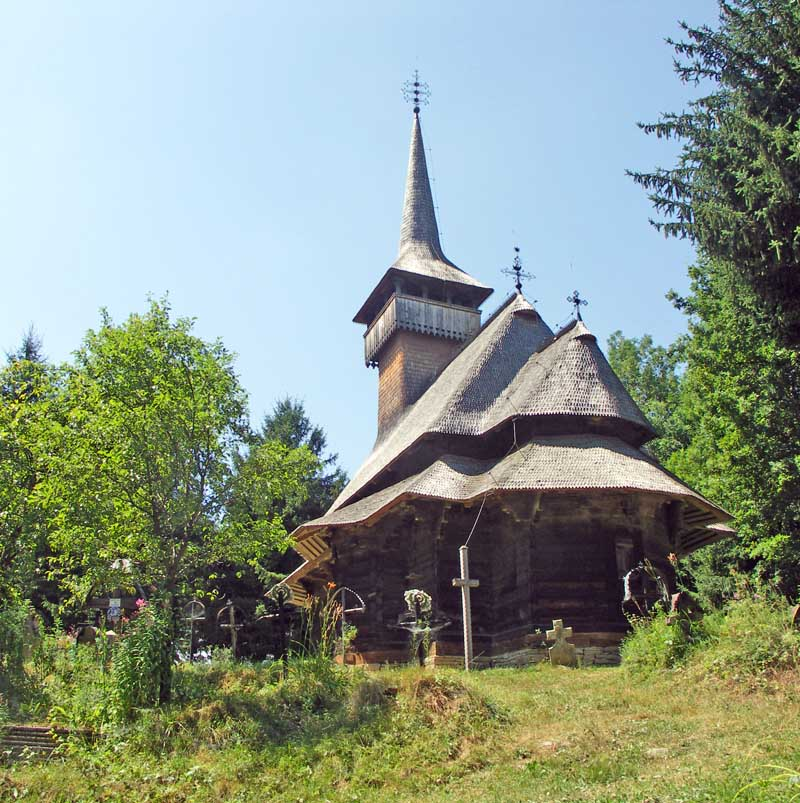
L'église en bois de Susani

- Église en bois célébrant la Nativité de la Vierge (Nașterea Maicii Domnului) de 1780 dans le village de Susani.

- Église en bois de Căieni (1680).